# Cachorreñas
Las cachorreñas (denominadas también como sopas cachorreñas) consiste en unas sopas elaboradas con pan remojado en agua caliente, ajo, pimentón (cornetilla colorá), sal y vinagre. En Málaga se suele denominar así a las naranjas ácidas y suelen participar como ingrediente elaborándose alguna sopa de pescado. La sopa es tradicional de la cocina extremeña pastoril. Es considerado una especie de gazpacho caliente.

## Características
Se trata de una sopa (sopas de pan) que se suele elaborar con pan en remojo, con algo de vinagre. Suele emplearse en la elaboración una mezcla de pimentón y ajo. En algunos casos se aromatiza con comino. Se pone todo a hervir y se sirve caliente con el zumo de las naranjas agrias denominadas cachorreras. Su elaboración es similar a las sopas de ajo castellanas, su gran diferencia es el empleo de vinagre y zumo de naranja que le proporciona un sabor ácido final.